# Lijst van voetbalinterlands Canada - Guyana (vrouwen)
Deze lijst van voetbalinterlands is een overzicht van alle officiële voetbalinterlands tussen de nationale vrouwenteams van Canada en Guyana. De landen hebben tot nu toe twee keer tegen elkaar gespeeld.

## Wedstrijden
| № | Plaats  | Datum            | Competitie                          | Wedstrijd       | Uitslag |
| - | ------- | ---------------- | ----------------------------------- | --------------- | ------- |
| 1 | Cancún  | 31 oktober 2010  | Noord-Amerikaans kampioenschap 2010 | Canada − Guyana | 8 − 0   |
| 2 | Houston | 11 februari 2016 | Olympische Spelen 2016 kwalificatie | Canada − Guyana | 5 − 0   |

## Samenvatting
| Competitie                     | Totaal gespeeld | Winst Canada | Gelijk | Winst Guyana | Doelsaldo Canada – Guyana |
| ------------------------------ | --------------- | ------------ | ------ | ------------ | ------------------------- |
| Olympische Spelen kwalificatie | 1               | 1            | 0      | 0            | 5 − 0                     |
| Noord-Amerikaans kampioenschap | 1               | 1            | 0      | 0            | 8 − 0                     |
| Totaal                         | 2               | 2            | 0      | 0            | 13 − 0                    |

CSA · A-internationals · Canadees mannenelftal
1986 – 1989 · 1990 – 1999 · 2000 – 2009 · 2010 – 2019 · 2020 – 2029
Argentinië ·
Australië ·
België ·
Brazilië ·
Chili ·
China ·
Colombia ·
Costa Rica ·
Cuba ·
Denemarken ·
Duitsland ·
Ecuador ·
El Salvador ·
Engeland ·
Finland ·
Frankrijk ·
Ghana ·
Griekenland ·
Guatemala ·
Guyana ·
Haïti ·
Hongarije ·
Hongkong ·
Ierland ·
IJsland ·
Italië ·
Ivoorkust ·
Jamaica ·
Japan ·
Kameroen ·
Marokko ·
Mexico ·
Nederland ·
Nieuw-Zeeland ·
Nigeria ·
Noord-Korea ·
Noorwegen ·
Panama ·
Paraguay ·
Polen ·
Portugal ·
Puerto Rico ·
Rusland ·
Saint Kitts en Nevis ·
Schotland ·
Singapore ·
Sovjet-Unie ·
Spanje ·
Taiwan ·
Trinidad en Tobago ·
Tsjechië ·
Uruguay ·
Verenigde Staten ·
Wales ·
Zimbabwe ·
Zuid-Afrika ·
Zuid-Korea ·
Zweden ·
Zwitserland